# Alexandre Volkoff
Alexandre Volkoff (russisk: Алекса́ндр Алекса́ндрович Во́лков) (født 27. december 1885 i Moskva i det Russiske Kejserrige, død 22. maj 1942 i Rom i Italien) var en russisk filminstruktør, manuskriptforfatter og skuespiller.

## Filmografi
- Ljudi gibnut za metall (Люди гибнут за металл, 1919)[1][2]